# Środek rozstępu
Środek rozstępu – średnia arytmetyczna największej i najmniejszej wartości w próbie:
{\displaystyle c={\frac {\max(x)+\min(x)}{2}}}

## Właściwości
Jest jedną z miar tendencji centralnej. Środek rozstępu jest najlepszym estymatorem wartości mierzonej z populacji o rozkładzie jednostajnym. Jest bardzo wrażliwy na występowanie skrajnych wartości odstających.